# Aislinn Konig
Aislinn Konig (Vancouver, 20 maggio 1998) è una cestista canadese con cittadinanza austriaca.

## Carriera
Con il Canada ha disputato i Campionati mondiali del 2022 e due edizioni dei Campionati americani (2021, 2023).